# Un gavilán

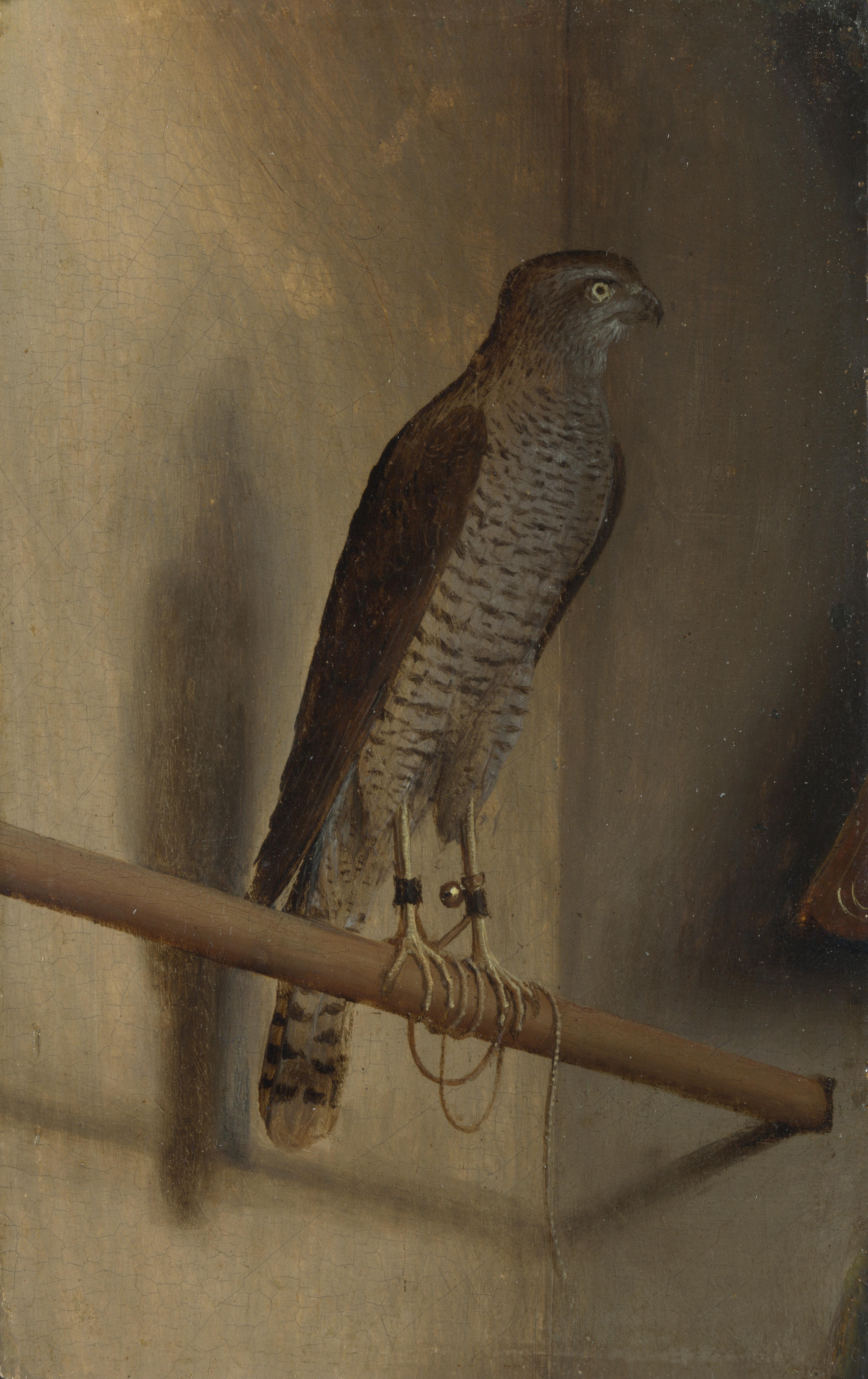
Jacopo de' Barbari, Un gavilán, National Gallery, Londres.

Un gavilán (en italiano, Uno sparviero) es una pintura del artista veneciano Jacopo de'Barbari, probablemente realizada a fines de la década de 1510, mientras trabajaba en los Países Bajos hacia el final de su vida.
Pintado al óleo sobre tabla de roble, mide 17,8 cm × 10,8 cm. Representa un gavilán hembra, posado en una barra de madera cerca de la esquina de una habitación, con luz natural y las sombras del ave y la percha proyectadas sobre la pared enlucida lisa detrás. El ave rapaz de alas grises tiene correas con un cascabel unidas a sus patas. Podría ser un fragmento de una obra mayor, hoy perdida. Se ha considerado como un ejemplo temprano de trampantojo, utilizando la perspectiva y las sombras para dar la impresión de un pájaro real ocupando el espacio, similar a El jilguero de Carel Fabritius.
La pequeña pieza procede de la colección del conde Bertolazone d'Arache y posteriormente a la de los Castellani de donde pasó a ser propiedad en 1859 de Sir Austen Henry Layard. Fue adquirida por la National Gallery de Londres en 1916, como parte del legado de Layard.